# 中野友雄
中野 友雄（なかの ともお、1916年2月10日 - 2010年4月22日）は、日本の技術者、実業家。北海道電力代表取締役社長、北海道経済連合会会長などを務めた。勲一等瑞宝章、ドイツ連邦共和国功労勲章大功労十字章受章。

## 人物・経歴
石川県羽咋郡志賀浦村（現志賀町）生まれ。北海道士別市出身。旧制旭川中学（現北海道旭川東高等学校）を経て、1941年北海道帝国大学工学部電気工学科卒業、日立製作所入社、日立工場回転機部配属。1942年大日本帝国陸軍八戸飛行場の第六航空教育隊入隊。ビルマの戦いに参加しシンガポールで日本の降伏を迎えた。レンパン島での捕虜生活を経て、1946年復員し北海道配電入社。1951年北海道電力入社。工務畑を歩み、1970年取締役工務部長に昇格。1972年取締役企画部長。1974年常務取締役。1983年北海道経済同友会代表幹事。
1984年から北海道電力代表取締役社長を務め、北海道電力初の原子力発電所となる泊発電所の着工にあたった。1988年取締役会長、北海道地域技術振興センター会長、郵政省北海道郵政行政懇談会座長。1989年在札幌ドイツ連邦共和国名誉領事。1990年北海道経済連合会会長就任、北海道生産性本部会長。北海道の高速交通網の整備促進、特に新千歳空港B滑走路の早期着工の実現へ向け尽力した。1991年大蔵省国有財産北海道地方審議会会長。1993年北海道電力取締役相談役、勲一等瑞宝章受章。1994年相談役、北海道開発功労賞受賞。2004年特別顧問。2006年ドイツ連邦共和国功労勲章大功労十字章受章。キリスト教徒。2010年肺炎のため死去。享年94。従七位から従三位に進階。